# Zygry (osada leśna)
Zygry – osada leśna w Polsce, położona w województwie łódzkim, w powiecie poddębickim, w gminie Zadzim.
W latach 1975–1998 miejscowość administracyjnie należała do województwa sieradzkiego.